# اچ‌ای‌ال ام‌ال‌اچ
اچ‌ای‌ال ام‌ال‌اچ (به انگلیسی: HAL Medium Lift Helicopter) یک بالگرد ساختِ کارخانهٔ هیندوستان آیروناتیکس در کشور هند است. نخستین استفاده‌کنندهٔ این بالگرد نیروهای مسلح هند بوده است.